# La vida en obras
La vida en obras (en idioma alemán Das Leben ist eine Baustelle) es una película alemana de Wolfgang Becker y Tom Tykwer.

## Sinopsis
Jan Nebel es un joven que vive en Berlín y al que se le acumulan las desgracias. Allí conoce de un modo poco habitual a Vera. Al mismo tiempo una amiga le dice que podría ser portador del virus del sida. La nueva relación con Vera le lleva a no enfrentarse con este problema. 

## Premios
La película tomó parte en la Berlinale de 1997 aunque no obtuvo ningún premio.